# Сізов Анатолій Олександрович
Анатолій Олександрович Сізов (нар. 24 вересня 1943, Красноярськ, РРФСР) — радянський футболіст, захисник, півзахисник. У хокеї з м'ячем та регбі – тренер та функціонер.

## Життєпис
Починав грати у хокей з м'ячем у Красноярську у дитячій команді «Торпедо» (1958) та юнацьких командах «Локомотива» (1959—1961).
У першості СРСР з футболу грав за СКА (Новосибірськ) (1962), «Локомотив» / «Автомобіліст» Красноярськ (1962-1964, 1965-1966, 1975-1976), дубль «Динамо» Москва (1964-1965), «Локомотив» (6 матчів у класі «А» у 1966 році), «Дніпро» Дніпропетровськ (1967—1969), СКА Київ (1970—1971), «Металург» Запоріжжя (1971—1973), «Рубін» Казань та «Кривбас» Кривий Ріг (1974).
Тренер дитячих футбольних команд «Автомобіліста» (1977-1978). Начальник команди (1978—1984, 1988—2008) та тренер команди з хокею з м'ячем «Єнісей» Красноярськ. Начальник та адміністратор регбійного клубу «Червоний Яр» (2009—2018).